# 清心中学校・清心女子高等学校
清心中学校・清心女子高等学校（せいしんちゅうがっこう・せいしんじょしこうとうがっこう）は、岡山県倉敷市にある私立（キリスト教系・カトリック）の中学校・高等学校である。設置者は学校法人ノートルダム清心学園。

## 設置学科・コース
- 中学校
- 高等学校
  - 全日制課程　普通科（生命科学コース　　特別進学コース 難関系・国公立系・文理総合系・国際系　　NDSU進学コース　）

## 沿革
- 1886年6月 岡山市西中山下に岡山市内初の女学校「岡山女学校」として創立。
- 1889年1月 同市弓之町に移転。「玫瑰（まいかい）女学校」と改称。
- 1911年8月 「清心高等女学校」と改称。
- 1930年1月 同市伊福町に移転。
- 1932年5月 「ノートルダム財団」を設立、経営母体となる。
- 1947年3月 学制改革により、「清心中学校・清心高等女学校」となる。
- 1948年4月 高等女学校が女子高等学校になる。
- 1951年2月 経営母体を「学校法人ノートルダム清心学園」に改組。
- 1964年9月 倉敷市二子の現在地に移転。

## 系列校
- ノートルダム清心女子大学（岡山市北区）
  - ノートルダム清心女子大学附属小学校
  - ノートルダム清心女子大学附属幼稚園
- ノートルダム清心中学校・高等学校（広島市西区）

## 周辺
- 川崎医科大学
- 川崎医療福祉大学
- 川崎医科大学附属病院
- 倉敷高等学校

## 交通アクセス
- 山陽本線（JR西日本）中庄駅からスクールバス（両備バス）が運行されている。なお、学校にあるバス停は清心学園前である。
- 両備バス・岡電バス・下電バス 清心学園口バス停（岡山県道162号岡山倉敷線）から徒歩

## 著名な出身者
- 平松洋子 - エッセイスト
- アンジェラ・アキ - シンガーソングライター
- 日笠麗奈 - モデル
- 小野田紀美[2] - 参議院議員
- 近藤千尋 - モデル
- 淵本恭子 - アナウンサー
- 加藤綾菜 - タレント

## 脚註